# Hermann Goetz

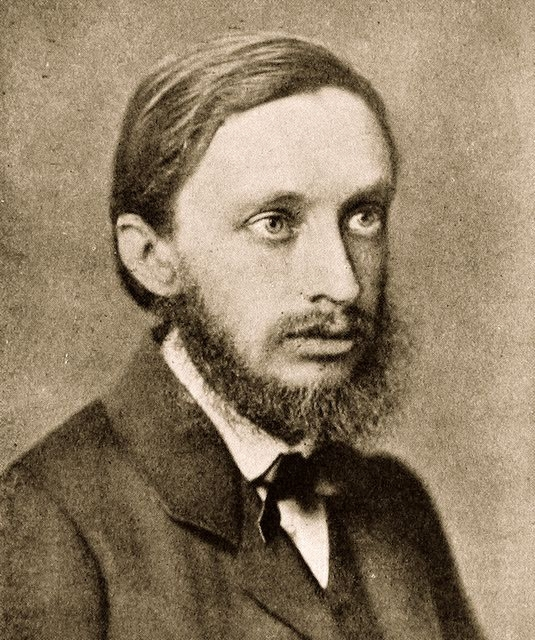
Hermann Goetz

Hermann Gustav Goetz (Königsberg, 7 dicembre 1840 – 3 dicembre 1876) è stato un compositore tedesco.

## Biografia
Hermann Goetz nacque a Königsberg nella provincia di Prussia. Figlio di un venditore, entrò presto in contatto con la musica nella sua vita. Tuttavia, non ricevette la sua prima seria lezione di pianoforte fino al 1857, anche se aveva già iniziato a comporre alcuni anni prima. Alla fine degli anni 1850, iniziò a studiare per una laurea in matematica, ma interruppe dopo tre periodi per studiare al Conservatorio Stern di Berlino, dove studiò pianoforte e composizione con Hans von Bülow. Nel 1862 si diplomò al conservatorio. Si trasferì poi in Svizzera nel 1863. L'anno seguente, Goetz fu nominato organista della città di Winterthur in Svizzera (grazie all'assistenza di Carl Reinecke), dove insegnò pianoforte e iniziò a farsi un nome come compositore. Nel 1868 si sposò e due anni dopo si trasferì nel villaggio di Hottingen, oggi un sobborgo di Zurigo, ma rimase impiegato a Winterthur fino al 1872. Tra il 1870 e il 1874, scrisse recensioni per una rivista musicale.
Dopo dieci anni trascorsi come critico, pianista e direttore d'orchestra, ha trascorso gli ultimi tre anni della sua vita a comporre. A causa della crescente gravità della sua tubercolosi, di cui aveva sofferto dal 1850, Goetz dovette ritirarsi dall'insegnamento e dall'esibizione concertistica.
Il direttore d'orchestra Felix Weingartner trovò "incomprensibile che la sua deliziosa opera comique, Der Widerspänstigen Zähmung, fosse completamente scomparsa dal repertorio". Un altro grande ammiratore delle composizioni di Goetz fu George Bernard Shaw, che elogiò la Sinfonia in fa di Goetz sopra ogni altra cosa nel genere di Mendelssohn, Schumann e Brahms.
Goetz morì di tubercolosi all'età di 35 anni, a Hottingen.

## Stile
Sebbene Goetz mostrasse un interesse attivo per le importanti tendenze artistiche del suo tempo (da un lato Liszt e Wagner, dall'altro Brahms), il suo stile compositivo fu più influenzato da Mozart e Mendelssohn, e in misura minore da Schumann. La musica di Goetz è definita dal lirismo e dalla grande chiarezza, e in termini generali può essere definita tranquilla e introversa. Goetz ha quasi completamente evitato effetti spettacolari. La grande padronanza della tecnica compositiva è caratteristica dello stile di Goetz, che è particolarmente evidente nella connessione dei motivi e nella profondità tecnica dei movimenti.
Goetz non era un falsario radicale di nuovi percorsi musicali, ma piuttosto un compositore in totale controllo della sua tecnica compositiva. Per molto tempo, fu quasi dimenticato, anche se Gustav Mahler eseguì un certo numero di sue opere; Solo dal 1990 le sue opere sono state rianimate.

## Opere
Le composizioni di Goetz includono una sinfonia, due concerti per pianoforte, un concerto per violino in un movimento, molta musica per pianoforte, un trio con pianoforte, un quartetto per pianoforte, un quintetto per pianoforte e una sonata per pianoforte a quattro mani (due esecutori). Ci sono anche due opere, Der Widerspänstigen Zähmung (basato su La bisbetica domata di Shakespeare) e, molto meno riuscito, l'opera in tre atti Francesca von Rimini, su libretto del compositore e Joseph Victor Wildmann, basato sull'Inferno di Dante (prima rappresentazione a Mannheim, 30 settembre 1877).

### Lirica
- Der Widerspenstigen Zähmung (1868-73)
- Francesca da Rimini, incompiuta, (1875-77, Overture e 3 atti completati da Ernst Frank)

### Corale
- Salmo 137 per soprano, coro e orchestra Op. 14 (1864)
- Nenie (un poema di Friedrich Schiller) per coro e orchestra Op. 10 (1874)
- Canzoni
- Inni per coro

### Orchestra
- Sinfonia in mi minore, frammenti, (1866)
- Sinfonia in fa maggiore Op. 9 (1873)
- Overture di primavera Op. 15 (1864)
- Concerto per pianoforte n. 1 in mi bemolle maggiore (1861)
- Concerto per pianoforte n. 2 in si bemolle maggiore Op. 18 (1867)
- Abbozzi di un terzo Concerto per pianoforte in re maggiore
- Concerto per violino in sol maggiore Op. 22 (1868)

### Camera
- Trio per pianoforte, violino e violoncello in sol minore Op. 1 (1863)
- Tre piccoli pezzi per violino e pianoforte (1863)
- Quartetto per archi in si maggiore (1865-66)
- Quartetto per pianoforte e archi in mi maggiore Op. 6 (1867)
- Quintetto per pianoforte e archi Op. 16 (1874)
- Sonata per pianoforte a quattro mani in re maggiore (dal 1855)
- Sonata per pianoforte a quattro mani in sol minore Op. 17 (1865)

### Pianoforte
- 2 Sonatine (fa maggiore, mi bemolle maggiore) Op. 8 (1871)
- Lose Blätter  Op. 7 (1864-69)
- Genrebilde Op. 13 (1870-76)